# Chydeniusbreen
Le glacier Chydenius ou Chydeniusbreen est un glacier du Ny-Friesland au Spitzberg dans le Svalbard. 
Il porte le nom du physicien finlandais Jakob Karl Emil Chydenius. Le glacier a une longueur d'environ vingt-cinq kilomètres et s'épanche depuis le groupe montagneux de Chydeniusfjella vers la baie de Vaigattbogen (en),.